# Mostafa Mohamed (cầu thủ bóng đá)
Mostafa Muhammad (Arabic: مصطفى محمد) (sinh ngày in 28 tháng 11 năm 1997) là một cầu thủ bóng đá người Ai Cập thi đấu cho đội bóng tại Giải bóng đá ngoại hạng Ai Cập Zamalek SC và Tanta SC bây giờ ở vị trí tiền đạo